# Martin Schmitt (esgrimidor)
Martin Schmitt (30 de abril de 1981) es un deportista alemán que compitió en esgrima, especialista en la modalidad de espada.
Ganó una medalla de plata en el Campeonato Mundial de Esgrima de 2005 y dos medallas en el Campeonato Europeo de Esgrima, plata en 2008 y bronce en 2010.

## Palmarés internacional
| Campeonato Mundial | Campeonato Mundial | Campeonato Mundial | Campeonato Mundial |
| Año                | Lugar              | Medalla            | Prueba             |
| ------------------ | ------------------ | ------------------ | ------------------ |
| 2005               | Leipzig (Alemania) | Medalla de plata   | Espada por equipos |
| Campeonato Europeo |                    |                    |                    |
| Año                | Lugar              | Medalla            | Prueba             |
| 2008               | Kiev (Ucrania)     | Medalla de plata   | Espada individual  |
| 2010               | Leipzig (Alemania) | Medalla de bronce  | Espada por equipos |